# Damien Magee
Damien G. Magee, född 17 november 1945 i Belfast, är en brittisk racerförare.

## Racingkarriär
Magee deltog i två formel 1-lopp i mitten av 1970-talet. Han debuterade för Williams i Sverige 1975 och kom där på fjortonde plats. Sedan tävlade han för RAM i Frankrike 1976, men där lyckades han inte kvalificera sig. 

## F1-karriär
| Säsong | Stall/Tillverkare  | Poäng | Placering |
| ------ | ------------------ | ----- | --------- |
| 1975   | Williams-Ford      | 0     | –         |
| 1976   | RAM (Brabham-Ford) | 0     | –         |